# 井上紀良
井上 紀良（いのうえ のりよし、本名：井上典義、1959年2月11日 - ）は、日本の漫画家。滋賀県高島郡（現・高島市）出身。血液型はO型。

## 略歴
1959年、滋賀県の高島郡に生まれる。小学生の頃に望月三起也や松本零士、モンキー・パンチの作品を読み、影響を受ける。中学を卒業後、京都の友禅会社に入ったが、伝統工芸にありがちな徒弟制度で10年経たないと一人前にはなれないというのを聞き、友禅の仕事に魅力が無くなり退職、漫画家を目指す。高知県に渡り、青柳裕介、間宮聖士のアシスタントをして修業したのち、1978年に『少年キング』（少年画報社）「バイクロック」で漫画家デビュー。その後、『週刊ヤングジャンプ』（集英社）・第4回青年漫画大賞にて「エンジェルス」が入選。以降、30年以上に渡り『週刊ヤングジャンプ』で執筆する。ROLAND監修による『ローランド・ゼロ』(宝島社、2020年12月18日) 及び『ローランド・ゼロ 逆襲篇』(宝島社、2021年5月7日)  で漫画部分の作画を担当した。

## 人物
- 愛車はピンクのポルシェ・ボクスター。

## 作品リスト

### 漫画
連載
- バイクロック（『週刊少年キング』1978年40号 - 1978年47号）NORIYOSHI・INOUE名義
- パイナップル・ジョー（『週刊少年キング』1979年38号 - 1979年49号）
- 燃えてライバル（原作：関川夏央、『週刊少年キング』1980年33号 - 44号）
- 男は天兵（原作：雁屋哲、1981年- 1983年、全11巻）
- デュエット（原作：小池一夫、1984年、全9巻）
- マッド★ブル34（原作：小池一夫、1985年 - 1991年、全27巻）
- マイク・タイソン物語（監修：ジョー小泉、1988年、全1巻）
- THE MISSION（原作：樫原一郎、1991年、全1巻）
- ガルフの鷹（原作：八城正幸、1991年、全3巻）
- 連環日本書紀（原作：小池一夫、1992年、全4巻）
- W・WOLF（原作：東板前二、1992年、全2巻）
- 黄龍の耳（原作：大沢在昌、脚本：M・A・T(1～8巻)→東板前二(9～15巻)、1992年 - 1996年、全15巻）
- X（クロス）（原作：梶研吾、1992年、全8巻）
- 私立探偵 濱マイク（原作：林海象、1998年、全2巻）
- "殺医"ドクター蘭丸（原作：梶研吾、1998年 - 2001年、全14巻）
- マッド・ブル2000（原作：小池一夫、1999年 - 2001年、全7巻）
- 未成年J（原作：伊東順、夏一青、2001年、全2巻）
- 星の艦 あきらめなければいつかは乗れる（原作：小池一夫、2002年、全2巻）
- 水滸伝（原作：北方謙三、2003年、全3巻）
- 夜王（原作：倉科遼、2003年 - 2010年、全29巻）
- エターナル・ストーン（原作：東板前二、2009年）
- ログ・イン（原作：東板前二、2010年 - 2011年 全2巻）
- 華と修羅（原作：谷本和弘、2010年 - 2011年、全5巻）
- 憑鬼の剣（原作：かわさき健、2011年 - 2012年、全1巻）
- 海傑エルマロ（原案：伊藤福八、脚本：中川トシヒロ、2011年 - 2014年、全8巻）
- 第46代 棗希朗衛門（原作：大沢在昌、脚本：鍋島雅治、2012年、全1巻）
- BABEL（原作：木下半太、2015年 - 2017年、全8巻）
- BABEL THE 2ND 黄金少年GOLDEN BOY（原作：木下半太、2017年 - 2018年、全2巻）
- ポルノダイヤモンド～AVフィクサー砥上大夜～（原作：サンレイン、2019年 - 2020年、まんが王国）
- フォックスの威（原作：木下半太、2021年 - 、マンガBANG!）
- モデル～快楽殺人者たちのアトリエ～（原作：井深みつ、2022年、まんが王国）
- 復讐の魔女（原作：諏訪政宗、2024年 - 、コミックアウル）

短編集
- エンジェルス 井上紀良傑作集（1991年）
- ダイヤモンドエルフィン 井上紀良傑作集 2（1991年）
- ロシアン・ルーレット 井上紀良傑作集 3（1999年）

## 師匠
- 青柳裕介
- 間宮聖士

## 弟子
- 林晃[2]
- 架空まさる
- 吉勝太(峯松考佳)